# لوروا جونز (عازف جاز)
لوروا جونز (بالإنجليزية: Leroy Jones)‏ هو عازف جاز أمريكي، ولد في 20 فبراير 1958 في نيو أورلينز في الولايات المتحدة.

## وصلات خارجية
- لوروا جونز على موقع ميوزك برينز (الإنجليزية)
- لوروا جونز على موقع أول ميوزيك (الإنجليزية)
- لوروا جونز على موقع ديسكوغز (الإنجليزية)